# Port d'Al-Hodeïda
Le port d'Al-Hodeïda est un port yéménite clé sur la côte de la mer Rouge. C'est le deuxième plus grand port du pays, situé à Al-Hodeïda, la quatrième plus grande ville du Yémen. Le port traite jusqu'à 80 % des fournitures humanitaires, du carburant et des marchandises commerciales du nord du Yémen.

## Emplacement
Le port est situé au milieu de la côte ouest du Yémen, sur la mer Rouge, à 14.8411N, 42.9301E. Le port a été construit entre 1958 et 1961 avec l’assistance financière et technique de l’URSS.

## Bataille

### Prise du port par les Houthis
En 2015, les Houthis ont repris le port. Depuis lors, la coalition dirigée par l'Arabie saoudite et le gouvernement internationalement reconnu du Yémen ont accusé à plusieurs reprises les Houthis d'utiliser le port pour recevoir des armes en provenance d'Iran. 

### Bataille d'al-Hodeïda (2018-2019)
En juin 2018, la coalition dirigée par l'Arabie saoudite a lancé une offensive menée par les Émirats arabes unis pour reprendre le port aux Houthis.